# Bertha Barnes
Pour les articles homonymes, voir Barnes.
Bertha Barnes, née le 24 novembre 1869 à Chicago et morte le 19 août 1913 à Leysin, est une pianiste, chanteuse et compositrice américaine.

## Biographie
Bertha Barnes fait ses études à l'école Ogontz de Philadelphie en 1895.
À l'âge de 25 ans, elle épouse l'avocat Clinch-Smith et résident ensemble à Smithtown dans l'île de Long Island. En 1904, ils déménagent à Paris où elle poursuit sa carrière musicale et où elle est remarquée pour avoir constitué un orchestre de femmes.
Elle meurt en 1913 de la tuberculose au sanatorium de Leysin.

## Œuvres
Bertha Barnes a écrit de la musique pour piano :
- Träumerei, op. 2
- The Arago, op. 3
- Pensée fugitive, op. 4
- Tyrolienne, op. 5